# Telefunken
Telefunken AG è stata un'azienda europea tedesca che operava nel settore dell'elettronica, fondata a Berlino nel 1903. Tra i maggiori produttori mondiali del settore per gran parte del XX secolo, nel 1967 fu incorporata e assorbita dalla AEG.
Negli anni successivi divenne un semplice marchio commerciale di elettronica di consumo, dal 2006 di proprietà della Telefunken Licenses GmbH di Francoforte.

## Storia

### Le origini: la telegrafia senza fili e la prima guerra mondiale (1903-1918)
Lo sviluppo della telegrafia senza fili avvenuta sul finire dell'Ottocento, a cui contribuirono i più illustri scienziati con una serie di esperimenti effettuati con l'uso delle onde elettromagnetiche, raggiunse il proprio culmine con Guglielmo Marconi, che nel 1896 depositò il primo brevetto a Londra. I successi ottenuti dallo scienziato italiano suscitarono l'attenzione del kaiser Guglielmo II di Germania, che per contrastare l'egemonia del Regno Unito in ambito tecnologico, e rendere l'Impero tedesco indipendente dai sistemi di comunicazione stranieri, convinse i fisici conte Georg von Arco (1869-1940) e Adolf Slaby (1849-1913) dell'AEG, e Carl Ferdinand Braun (1850-1918) della Siemens & Halske, che conducevano esperimenti sul campo per conto delle rispettive aziende, a mettere assieme i loro 30 brevetti per dare vita ad una nuova società: il 27 maggio 1903 a Berlino ebbe luogo la fondazione della Gesellschaft für drahtlose Telegraphie mbH, System Telefunken, con un capitale sociale di 300.000 marchi, equamente suddiviso tra le aziende Siemens & Halske e AEG.
La nuova società divenne nota semplicemente come Telefunken, il cui termine funk in lingua tedesca significa "scintilla", e derivava dal fatto nelle comunicazioni senza fili si ricorreva all'uso di trasmettitori a spinterometro, che per l'appunto generavano scintille. Il sistema telegrafico tedesco creato da Telefunken si presentava però limitato rispetto a quello britannico ideato da Marconi, poiché le sue trasmissioni non superavano le 100 miglia di distanza, diversamente da quello britannico che invece superava ampiamente le 1000 miglia. Nel 1905, fornì i primi due trasmettitori per la costruenda stazione radio costiera, che verrà inaugurata cinque anni più tardi, nel 1910, a Norddeich, nello Schleswig-Holstein, estrema parte settentrionale del paese.
Telefunken contribuì in maniera assai significativa allo sviluppo delle trasmissioni ad onde radio: nel 1911, l'Imperatore Guglielmo II, inviò ingegneri dell'azienda negli Stati Uniti, a West Sayville, nello Stato di New York, per erigere una torre radio di 180 metri. Una torre simile fu eretta a Nauen, nel Brandeburgo, creando l'unica rete di comunicazione senza fili tra Nord America ed Europa. Telefunken avviò anche un rapporto di collaborazione con la Société Anonime Internationale de Telegraphie sans fil di Bruxelles, consociata belga della britannica Marconi's Wireless Telegraph Company, assieme alla quale costituì la Deutsche Betriebgesellschaft für drahtlose Telegraphie (DEBEG), di cui l'azienda tedesca era socio di maggioranza con il 54% delle quote. Grazie a questa iniziativa, Telefunken rilevò il business delle comunicazioni via etere dell'intera marina mercantile tedesca, consorziando e gestendo sulla base della più totale intercomunicazione le risorse dei sistemi, per le segnalazioni "nave-terra" e "nave-nave". Ancora nel 1911, il fisico Otto von Bronk (1872-1951) assunse la direzione del suo dipartimento brevetti, e inventò l'amplificatore ad alta frequenza.
Nel 1912, assieme ad AEG, Siemens & Halske, Feiten & Guilleaume, acquisì il brevetto della valvola termoionica progettata dal fisico austriaco Robert von Lieben, con la quale, un anno più tardi, nel 1913, Alexander Meissner (1883-1958), direttore tecnico della Telefunken, costruì il radiotrasmettitore. Nello stesso periodo, Telefunken eresse stazioni radio in Australia e Nuova Zelanda, nel Togo e nell'Africa Tedesca del Sud-Ovest. Nel 1916, in piena Prima guerra mondiale, Telefunken costruì stazioni radio militari a Königs Wusterhausen, nel Brandeburgo, a Bad Deutsch-Altenburg e Pola, nell'Impero austro-ungarico, ed a Osmaniye, nell'Impero ottomano. Altre ancora furono costruite nel 1917, in Giappone ed in Messico.

### L'internazionalizzazione e lo sviluppo della radio e della televisione in Germania (1919-1938)

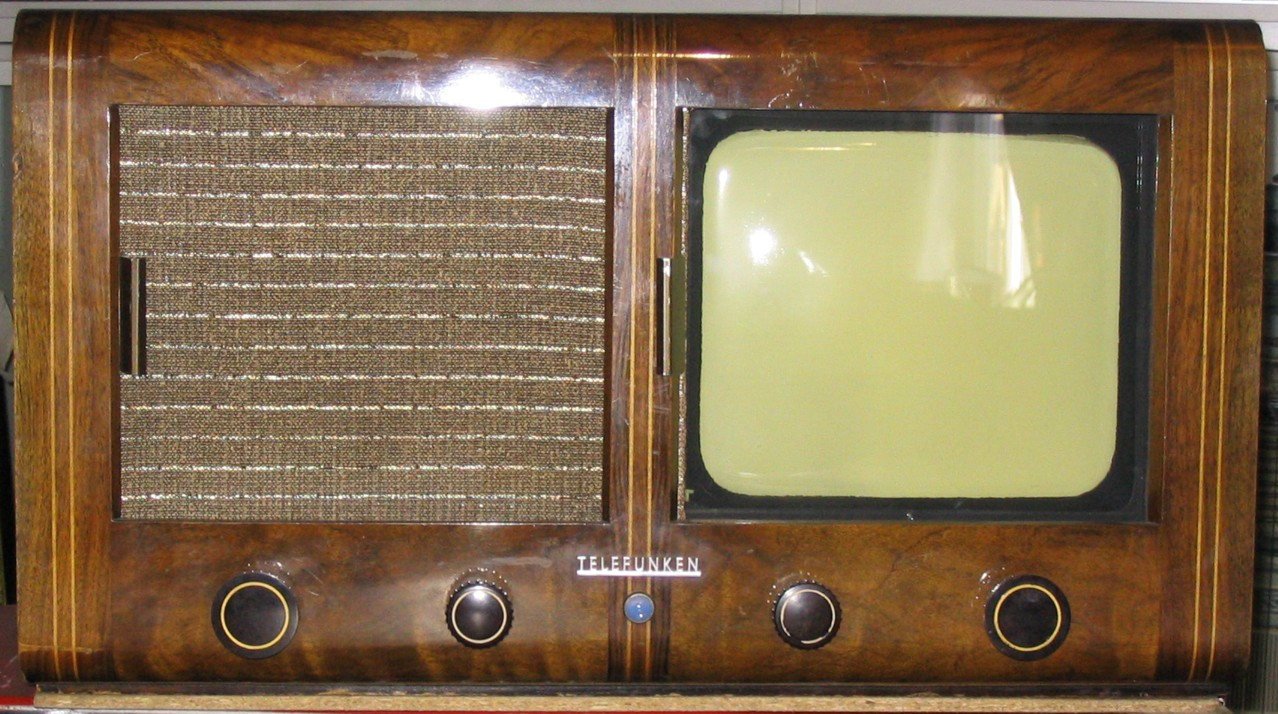
L'Einheits-Fernseh-Empfänger E 1, televisore del 1939

Nell'ultimo anno del conflitto, il 1918, fu costituita la Drahtlosen Übersee-Verkehrs-Aktiengesellschaft, meglio nota come Transradio, che ottenne licenza dallo Stato per poter operare all'estero: nel periodo compreso tra il 1919 ed il 1931, attraverso questa società, Telefunken installò numerose stazioni radio in diverse parti del mondo, ed in numerosi paesi sparsi nei cinque continenti vi fondò le proprie filiali. Gli anni venti furono il periodo in cui nasceva la radiodiffusione, in modo particolare in Europa e negli Stati Uniti, che conseguentemente portò allo sviluppo della relativa industria degli apparecchi radiofonici e alla loro diffusione in ambito domestico e professionale: Telefunken, che in Germania contribuì più di ogni altro alla diffusione del mezzo, si impose come maggior produttore nazionale di radio e dominò incontrastato il mercato nel periodo compreso fra le due guerre.
Nel 1921, Telefunken, assieme alla britannica Marconi, alla francese Compagnie générale de la télégraphie sans fil (CSF) e alla statunitense Radio Corporation of America (RCA) fondò la "Commercial Radio International Committee" (CRIC) per svolgere compiti comuni. Nello stesso anno, cedette alla OSRAM la produzione delle valvole.
Nel 1924, presso i laboratori Telefunken, il fisico August Karolus (1893-1972) sviluppò un sistema di modulazione della luce inerte (con una cellula di Kerr), chiamata "Cellula di Karolus", per la quale ottenne il brevetto tedesco. L'invenzione di Karolus rappresentò il primo passo verso l'invenzione del televisore, e più tardi, nel 1932, alla Internationale Funkausstellung Berlin, Telefunken presentò il primo apparecchio con tubo a raggi catodici, il modello FE1, il cui schermo misurava 9 x 12 cm. Nello stesso anno, Transradio fu ceduta alla Deutsche Reichspost. I tecnici dell'azienda sperimentarono il primo servizio di televisione, trasmettendo in diretta le Olimpiadi di Berlino del 1936, con un sistema a 180 linee non interallaciate tra loro a 25 quadri/s, ed attraverso l'uso degli iconoscopi costruiti con tecnologia RCA di Zvorykin, le cui riprese erano effettuate dal tecnico Walter Bruch (1908-1990). Telefunken, forte del successo ottenuto da questa operazione, realizzò ed installò i ripetitori per la ricezione del segnale televisivo in tutto il territorio tedesco, ed iniziò inoltre a produrre apparecchi economici per consentire ad ampi strati della popolazione di poter utilizzare il nuovo mezzo, ma la sua diffusione subirà un arresto a causa dell'imminente scoppio della guerra. L'azienda aprì nel frattempo due nuovi stabilimenti di produzione a Erfurt, in Turingia (1937), ed a Zehlendorf, nell'area berlinese (1939).

### La Seconda guerra mondiale e il passaggio sotto il controllo di AEG (1939-1945)

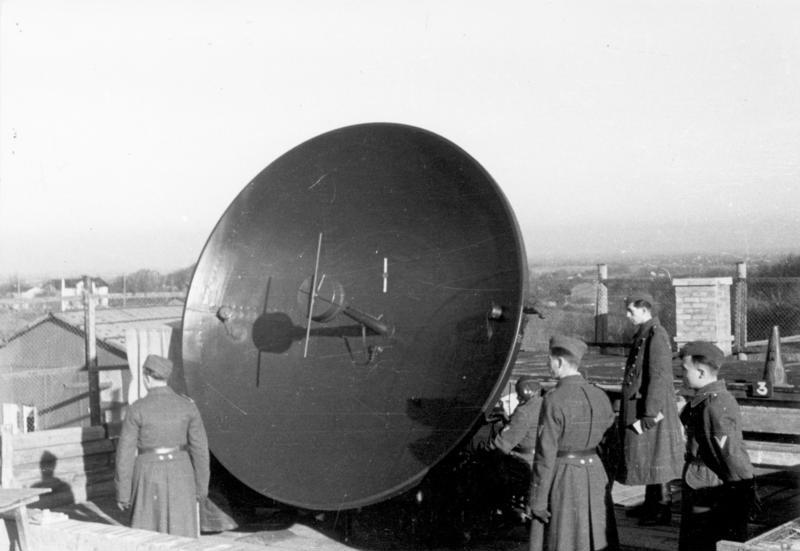
Telefunken-Radargerät Würzburg in allestimento da parte della Wehrmacht (1942)

Il 1º settembre 1939, la Germania nazista diede inizio alle operazioni militari contro la Polonia, evento che sancì l'inizio della seconda guerra mondiale: Telefunken, fu il principale fornitore di apparecchi radio della Wehrmacht, dato che la sua produzione copriva il 60% dell'intera industria tedesca del settore. Dal 1936, operava nello sviluppo del radar Würzburg, con cui rifornì la Luftwaffe, di cui il primo fu installato nell'ottobre del 1940 nei Paesi Bassi, e successivamente negli altri paesi occupati dall'esercito del Terzo Reich.
Nel 1941, Telefunken passò sotto il totale controllo dell'AEG, avendo essa acquisito l'altra metà delle quote partecipate dalla Siemens & Halske.
Nel periodo 1944-45, i pesanti bombardamenti sulla Germania da parte dell'aviazione angloamericana e di quella sovietica, recarono numerosi danni al paese. Furono colpiti gli stabilimenti Telefunken, in modo particolare quelli situati nell'area di Berlino, usciti totalmente distrutti. A quell'epoca il numero di dipendenti aveva raggiunto le 40.000 unità, che successivamente si ridussero a circa 8.000.

### Il dopoguerra: la ripresa, lo sviluppo del PAL e la fusione con AEG (1946-1967)

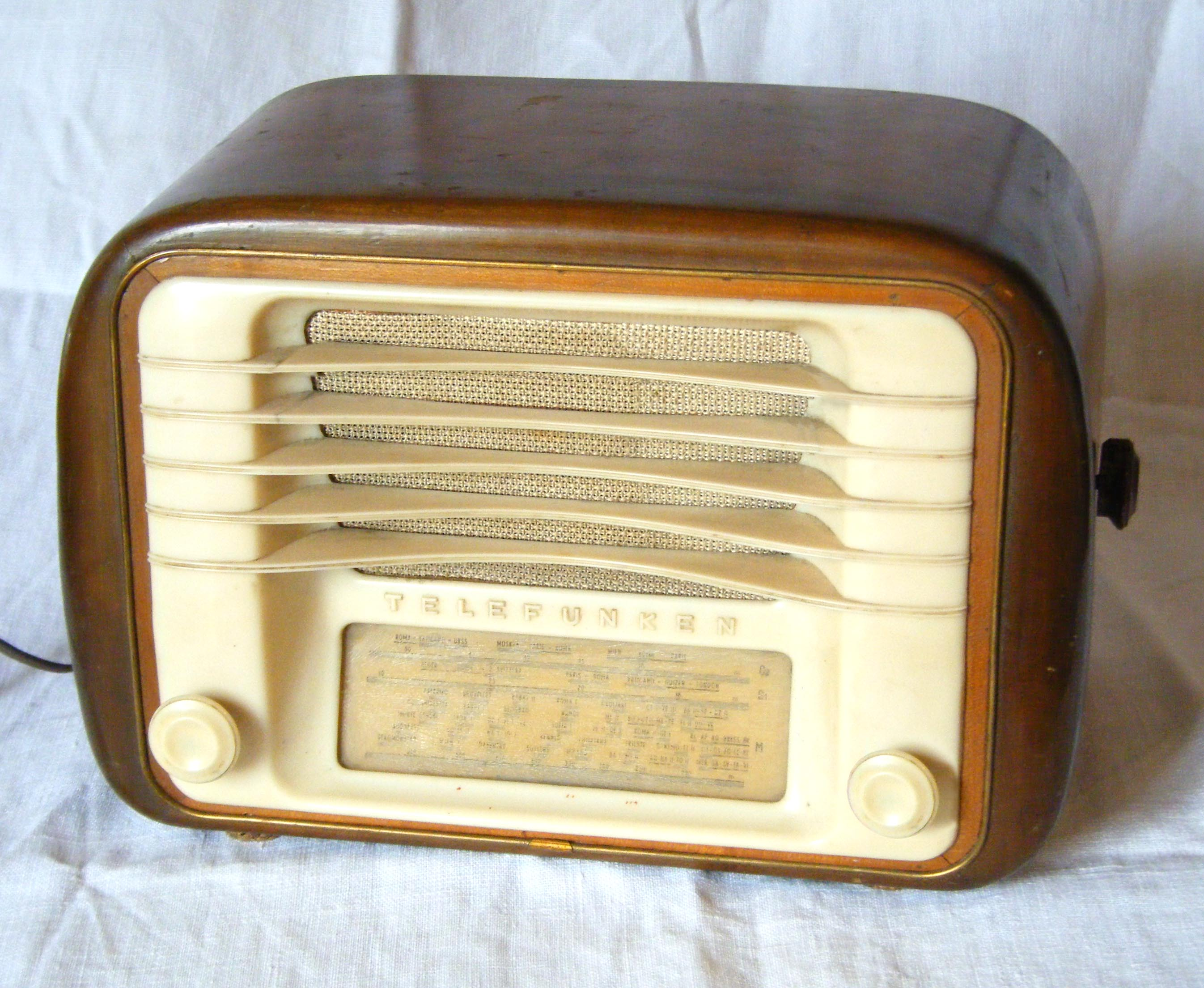
Radio Telefunken del 1953

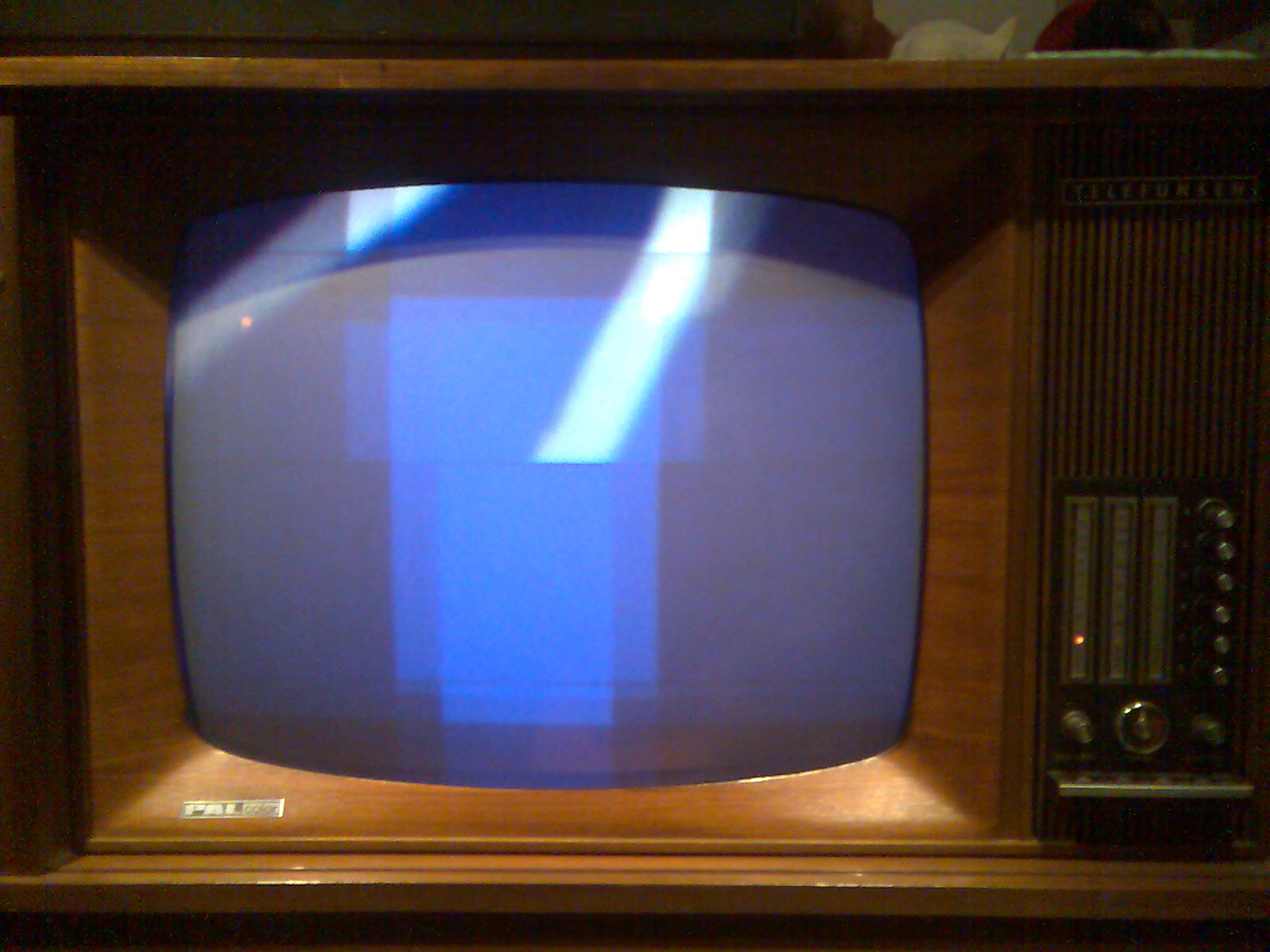
Prima televisione a colori Telefunken
PAL Color 708 (1967)

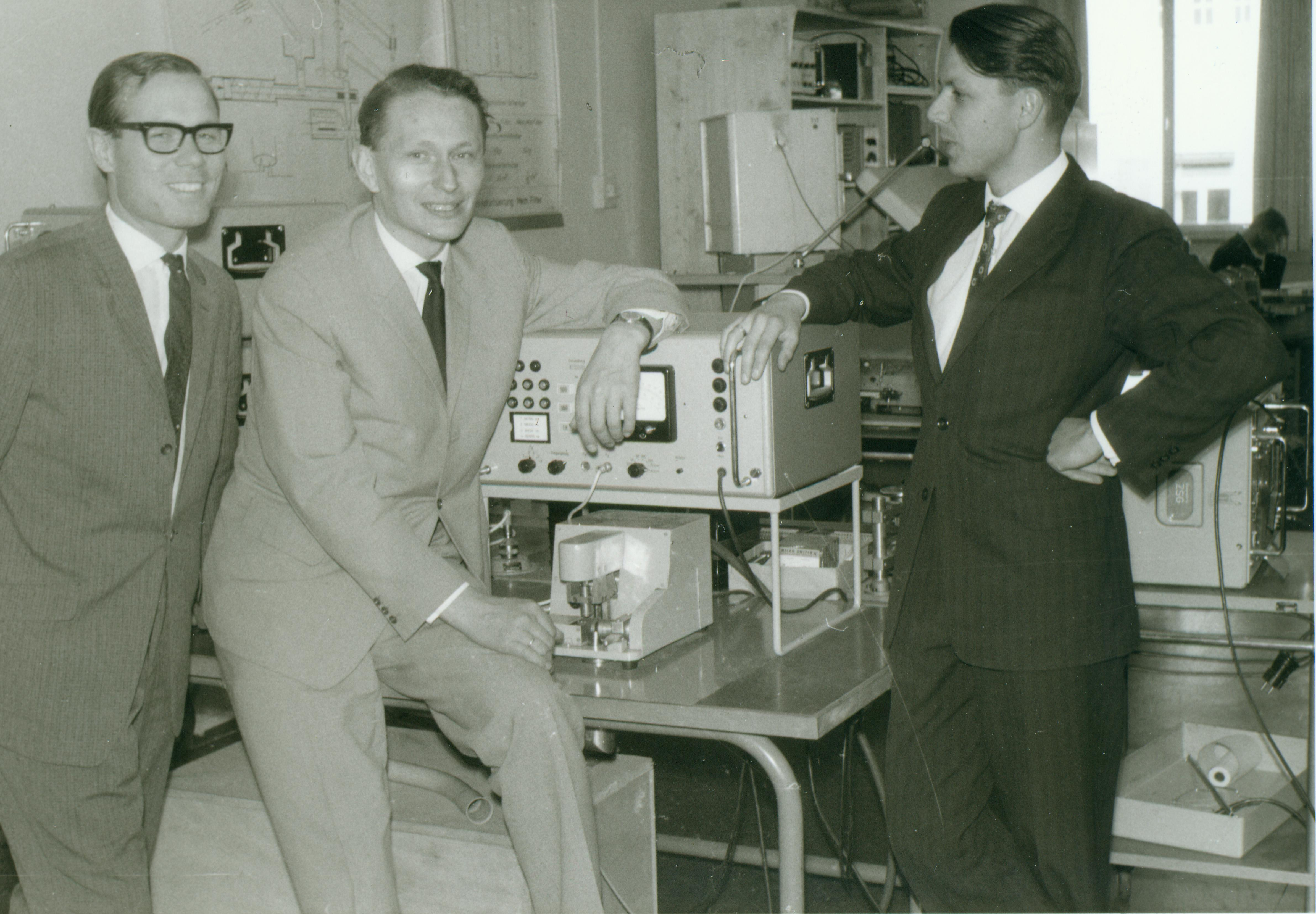
A Ulma dal 1956 il centro ricerche della Telefunken. Nella foto del 1961 nel mezzo Manfred Börner, inventore della fibra ottica per trasmissione dati, con due colleghi

Alla fine del conflitto, la Germania sconfitta militarmente ed occupata ad ovest dagli Alleati, e ad est dai Sovietici, fu suddivisa in due Stati sotto le rispettive influenze.  Sede sociale e attività produttive della Telefunken furono perciò trasferiti nella Germania Ovest, nei già esistenti stabilimenti di Ulma e Backnang, ed acquisì inoltre uno stabilimento ad Hannover nel 1946.
La produzione civile venne ripristinata, ed oltre a quella delle radio, comprendeva quella dei televisori, settore in cui si affermerà come uno dei maggiori in Europa: nel 1952, fu lanciato sul mercato il primo televisore modello FE8 S, il cui formato immagine era di 22 x 29 cm e pesava 34 kg. Nel 1955, essendosi l'azienda specializzata nella tecnologia via cavo, la sua ragione sociale fu modificata in Telefunken GmbH, ma al contempo tornò a produrre radar. Nel 1956, nello stabilimento di Backnang, venne sviluppato il computer transistorizzato modello TR 4, ideato da Wolfgang Händler (1920-1998) e Hans-Otto Leilich (1925-2015), il primo costruito in Europa, che nel 1962 verrà presentato alla Fiera di Hannover, e messo in funzione presso l'Istituto di matematica applicata dell'Università di Amburgo. Nel 1957, dagli stabilimenti di Telefunken uscì il primo dispositivo per misurare la velocità delle auto in strada, noto come autovelox, e venne installato a partire da tale data sulle autostrade del paese. Nel 1959, ad Heilbronn, nel Baden-Württemberg, fu inaugurato un nuovo stabilimento per la produzione di semiconduttori.
Telefunken assunse un ruolo importante nella progettazione di sistemi per la ricezione delle trasmissioni televisive a colori, che in quel periodo ebbero notevole impulso in tutto il mondo, in particolare negli Stati Uniti, con il sistema NTSC, scartato in Europa per via della sua poca compatibilità con le reti elettriche a 50 Hz ma anche per i suoi problemi progettuali, tra cui la scarsa stabilità dei colori in caso di problemi di trasmissione. L'idea alla base dei progetti europei era di concepire uno standard adatto ai 50 semiquadri al secondo e con buone prestazioni riguardo alla trasmissione dei colori. I sistemi sviluppati furono due, il SÉCAM francese e il PAL. Il PAL fu sviluppato in Germania da Walter Bruch, che lavorava alla Telefunken dagli anni trenta. Fu presentato al pubblico nel 1963, ed usato per la prima volta nel 1967.  Lo standard che lo definisce fu pubblicato dalla ITU nel 1968 con il titolo Recommendation ITU-R BT.470-6, Conventional Television Systems.
Nello stesso periodo vi furono notevoli cambiamenti a livello societario: il 29 luglio 1963, fu trasformata in società per azioni ed assunse la denominazione Telefunken AG. Quattro anni più tardi, il 1º gennaio 1967, avvenne la fusione per incorporazione nella sua controllante AEG, per dare vita alla Allgemeine Elektricitäts-AEG-Telefunken AG con sede a Francoforte.

### Il marchio Telefunken nel periodo successivo alla fusione con AEG (1968-presente)
AEG-Telefunken nel 1972 decise di trasferire le sue attività relative all'elettronica di consumo a marchio Telefunken, in una nuova società, la Telefunken Fernseh und Rundfunk GmbH, con sede ad Hannover, in cui peraltro confluirono anche le attività della controllata Imperial, chiusa nel medesimo anno. Il settore dell'informatica confluì invece nella Telefunken Computer GmbH con sede a Costanza, una joint-venture partecipata con una quota del 50% ciascuno da AEG-Telefunken e Nixdorf Computer, fondata anch'essa nel 1972.
Il Gruppo di Francoforte verso la fine degli anni settanta andò incontro a difficoltà finanziarie, che culminarono con il default del 1982: AEG-Telefunken dovette dismettere tutte quelle divisioni che gli procuravano ingenti perdite di bilancio, e tra queste figurava quella dell'elettronica consumo a marchio Telefunken, che nel 1983-84 fu rilevata e assorbita dalla francese Thomson-Brandt. La proprietà francese nel corso degli anni ottanta dismise progressivamente tutti gli stabilimenti tedeschi, e la sua sussidiaria Thomson Consumer Electronics S.A., poi divenuta Thomson Multimedia S.A., ha successivamente utilizzato il marchio Telefunken, accanto a Thomson e SABA, fino al 2001, quando è stato ritirato dal mercato.
Nel 2006, il marchio Telefunken torna sul mercato grazie alla Telefunken Licenses GmbH, società con sede a Francoforte controllata dalla Daimler-Benz, che in quello stesso anno stringe un accordo con la Profilo Telra Elektronik, azienda turca produttrice di elettronica di consumo, per l'utilizzo dei suoi prodotti per essere commercializzati in 35 paesi dell'Europa. Un anno più tardi, nel 2007, Telefunken Licenses GmbH passa sotto il controllo della società di investimenti Live Holding AG di Francoforte.

## Informazioni e dati
Telefunken AG, azienda controllata dalla AEG, con sede a Berlino Ovest, operava nella produzione di apparecchi di elettronica di consumo, apparecchi di informatica, dei componenti elettronici e dei semiconduttori. Nel 1963, ultimo anno in cui i bilanci Telefunken venivano redatti separatamente da AEG, l'azienda aveva realizzato un fatturato di 1 miliardo di marchi, e contava 35.146 dipendenti distribuiti nei 17 stabilimenti della Repubblica Federale Tedesca, nonché un'importante rete distributiva internazionale.
Nel settore della produzione dei televisori, dove per un certo periodo la Germania Ovest fu la prima in Europa, Telefunken possedeva inizialmente una quota di mercato nel proprio paese molto piccola, con un 3% nel 1957, successivamente incrementata arrivando al 10% nel 1965, in cui fu terza dopo Grundig e Philips, e pur avendo registrato una successiva contrazione delle sue quote, mantenne tale posizione fino ai primi anni ottanta, quando le sue attività passarono al Gruppo Thomson. Anche a livello continentale e nello stesso, Telefunken si collocò nella medesima posizione.
Dal 2006, è un marchio di proprietà della Telefunken Licenses GmbH di Francoforte, controllata dalla Live Holding AG, che commercializza televisori LED, microfoni e cuffie in 120 paesi nel mondo, prodotti in Turchia dalla Profilo-Telra.
In Italia, Telefunken è presente dal 1910, quando avviò la vendita dei suoi apparecchi attraverso la filiale italiana della Siemens, con sede a Milano. Gli eventi bellici del 1915-18, interruppero tutta l'attività, poi ripresa alla fine del conflitto sempre attraverso la struttura produttiva e commerciale di Siemens Elettra. All'espansione del mercato italiano, nella seconda metà degli anni venti, Telefunken partecipò, prima, con l'importazione, poi, con l'assemblaggio locale ed infine con la produzione in Italia tramite Siemens OLAP. Nel 1941, l'azienda tedesca aprì la propria filiale a Milano, la Compagnia Concessionaria Radio Ricevitori Telefunken S.A., con stabilimento di produzione a Baranzate, in provincia di Milano. Nel 1945-46, lo stabilimento fu rilevato dalla FIAR, che proseguì la produzione delle radio a marchio Telefunken e al contempo avviò quella a marchio CGE, poi estesa anche ai televisori. Il marchio Telefunken, sparito dal mercato italiano dell'elettronica di consumo nel 2001, vi fa ritorno nel 2008 attraverso il Gruppo Industriale Vesit S.p.A., filiale commerciale della Vestel con sede a Milano, che a partire da quella data commercializza oltre ai televisori, anche gli elettrodomestici per la cottura, la refrigerazione ed il lavaggio.